# トビー・クライン

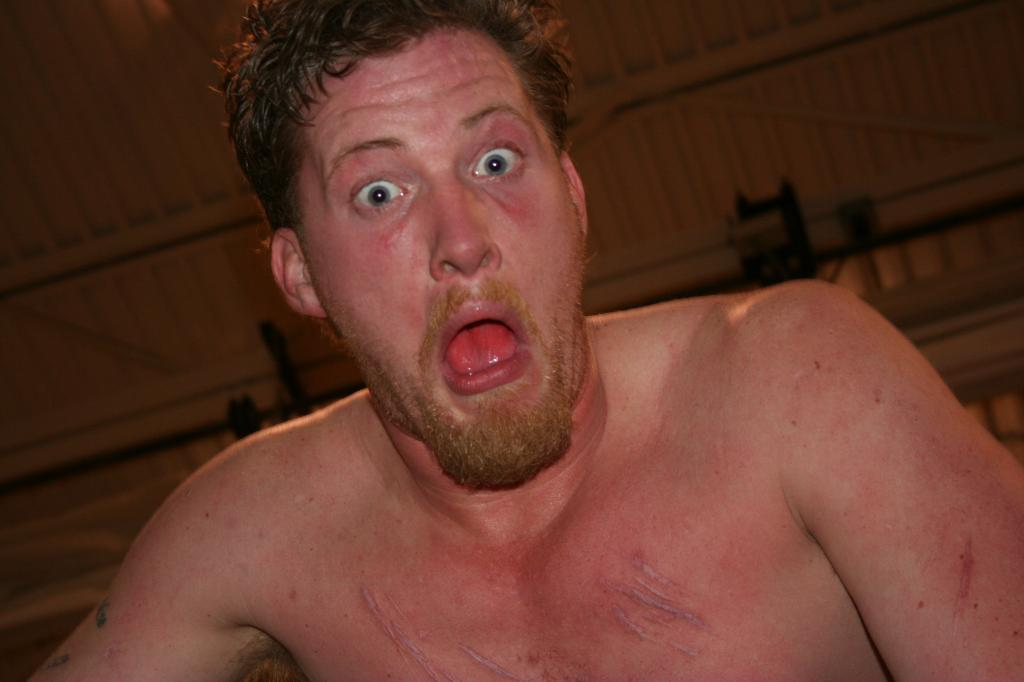
IWAミッドサウスの興行の場にてトビー・クライン ―2008年

トビー・クライン（Toby Klein）は、アメリカ合衆国出身のプロレスラー。
ミスター・インサニティー（Mr. Insanity）というギミックを備え持ちつつ、いわゆるハードコアの舞台を、特にコンバット・ゾーン・レスリング（CZW）とIWAミッドサウスを主戦場として活動している。

## 来歴

### 黎明から勃興へ
キッド・コリンズという人物による訓練を経て、1997年の3月にプロとしてのデビューを行った。
2000年にさっそくIWAミッドサウスの『ハードコアの祭典』―キング・オブ・ザ・デスマッチ(KOTDM)に初出場し、1回戦目でブレイン・ダメージに下され敗退。
2001年にも1回戦目で2・タフ・トニーに敗れ、2003の大会でも1回戦目の観客持参凶器デスマッチでネクロ・ブッチャーに敗れ去った。
翌2004年の大会では、観客持参凶器デスマッチでネクロ・ブッチャーと再戦し、これを下す。続けて蛍光灯を用いたデスマッチでJCベイリーを破り、観客持参凶器デスマッチでタンクを下して決勝にまで進出するも、ガラスを用いたデスマッチでコーポラル・ロビンソンに敗退した。

### KOTDMの覇者へ
蛍光灯と有刺鉄線を用いたデスマッチでダニー・ハボックを下して幕を開けた2005年のKOTDMにあっては、続けてコーポラル・ロビンソンを制圧〜そしてディレンジドを破り去って決勝へ。300本の蛍光灯を用いたその決勝戦でJCベイリーとネクロ・ブッチャーを下し、自身5回目の参戦にしてついにこの大会の覇者へ。
この年にあっては更に、CZWのトーナメント・オブ・デス(TOD)への初出場を果たしたうえ、ネクロ・ブッチャーと組んだ『タフ・クレイジー・バスターズ』というタッグをもって、ニック・ゲージ&ジャスティス・ペイン組からCZWのタッグ王座を奪取するにも至った。

### デスマッチ大会群の常連へ
それまではKOTDMに限られていたIWAミッドサウスでの活動であったが、2006年からは様々な興行に姿を現すようになった。KOTDMにも出場し、ジェイコブ・ラダー〜ブランドン・プロフェット〜コーポラル・ロビンソンと、3回戦を勝ち進むも、決勝戦でミッチ・ペイジに下され敗退。それから間もなくしてIWAミッドサウスのヘビー級王座を獲得。更にはIWAイーストコーストがこの年に始動したデスマッチ選手権大会―マスターズ・オブ・ペインへと参戦し、さっそく1回戦目で葛西純を相手に有刺鉄線やザリガニを使用したデスマッチを戦うも、そのまま敗退という結果に終わった。
2007年も半ばの頃にDJハイドからCZWアイアンマン王座を奪取。3度目の出場となったこの年のTODにあっては、1回戦目で有刺鉄線観客持参凶器デスマッチを戦い、その顔面に偶発的な火炎攻撃を浴びるという形でそれを終わらせている。
2008年にあっては、いよいよ7回目の出場となったKOTDMを舞台に、ディンゴの手にあったIWAミッドサウスの世界王座に挑戦するも、敗退という結果に終わった。そして自身2度目のマスターズ・オブ・ペインへの参戦を行うも、1回戦目の剣山を用いたデスマッチにてダニー・ハボックを前に敗れ去る。
2009年には4度目となるTODへの出場を行い、1回戦目でワックスを相手に有刺鉄線デスマッチを戦い、そのまま敗退した。